# Hôtel Maillard

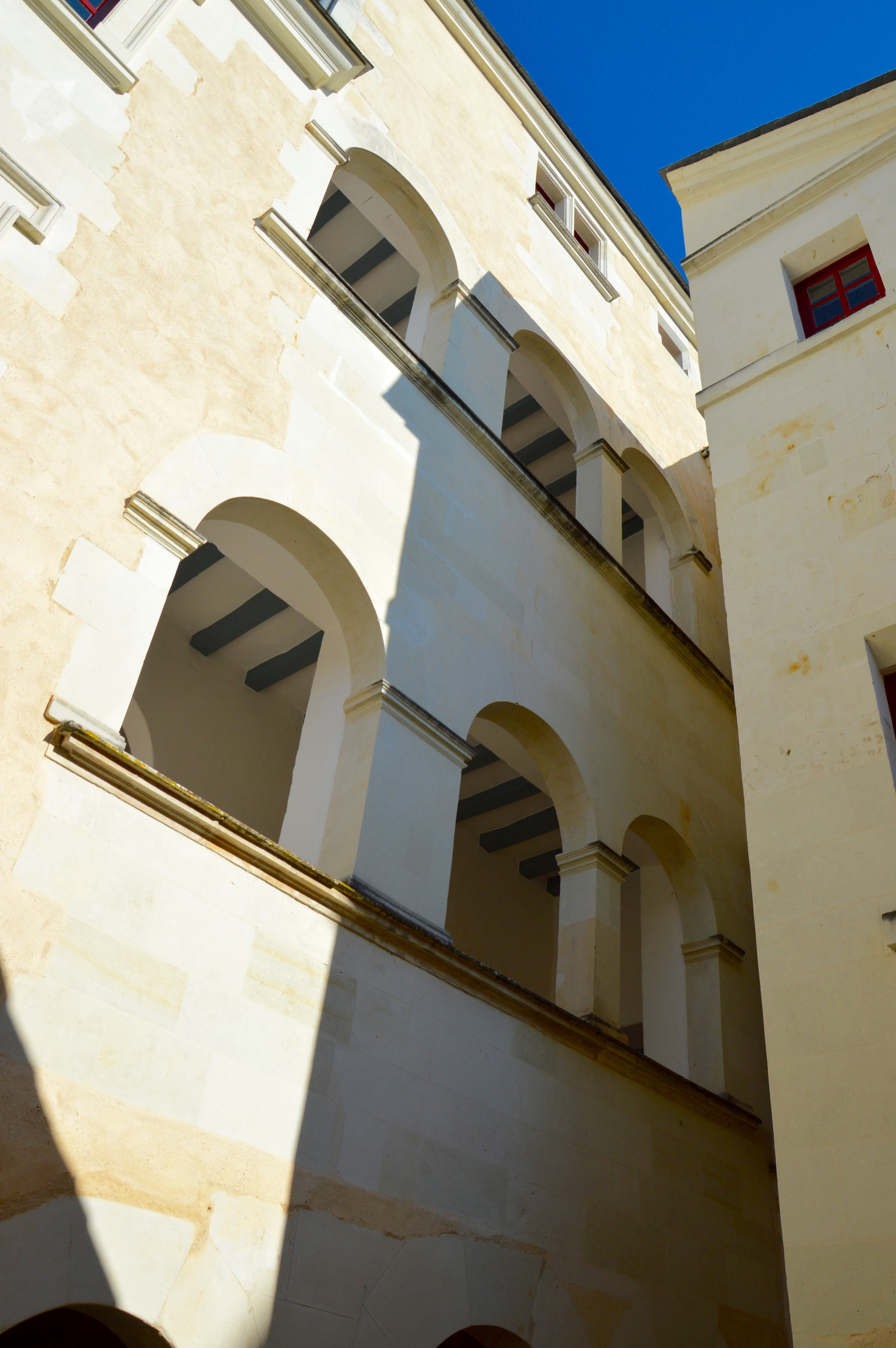
Façade intérieure de l'escalier Renaissance de l'hôtel Maillard.

L'hôtel Maillard est un hôtel particulier renaissance du val de Loire, situé dans le bourg de Baugé, sur la commune de Baugé-en-Anjou, en France.

## Localisation
L'hôtel est situé dans le département français de Maine-et-Loire, sur la commune de Baugé.
Entre la rue basse et la rue de la chaussée.

## Architecture
L'accès à la cour de l'hôtel Maillard se fait par un passage à voûte en berceau depuis la rue basse. Depuis ce passage, une ouverture était réservée à un pavillon donnant sur la rue. Depuis la cour, les façades du logis sont typiques de la Renaissance (vers 1550), avec la présence de 5 corps de bâtiments en enfilade, d'un escalier/galerie en loggia à l'italienne et d'une demi-tour de latrines. L'entrée du bâtiment se situe au niveau de l'escalier, avec à droite l'accès à l'eau de la rivière par un petit cabinet à voûte plate, et à gauche une ancienne cuisine menant à une pièce ouverte par trois arcades en plein cintre. Une de ces arcades mène à une réserve sur deux niveaux. Par l'escalier en pierre (rampe sur rampe à deux quartiers tournants), on accède au premier niveau composé de trois salons disposés de part et d'autre de la galerie d'escalier ouverte par trois arcades. Un grand salon/bureau avec cheminée et plafond à solives soutenues par des corbeaux en pierre équipé d'un petit cabinet voûté à croisée d'ogives; et deux autres salons en enfilade avec la galerie d'escalier. Les deux autres étages sont quant à eux réservés aux espaces d'habitation. La présence d'une gouttière d'évacuation dans l'épaisseur du mur de l'escalier laisse à penser qu'il aurait existé une pièce du haut-retrait dans les combles de l'escalier, ou qu'elle servait à évacuer les eaux pluviales (cf château de Brissac ).

## Historique
L'hôtel Maillard a la particularité d'enjamber la rivière Altrée grâce à son escalier qui a permis de réunir au milieu du XVIe siècle plusieurs bâtiments. La présence de ces bâtiments plus anciens, ainsi que son escalier (construit en partie avec des marches de récupération d'un escalier à vis ), permettent d'avancer que la reconstruction du château par le roi René (commencée en 1451),coïncide avec l'installation d'administration ou d'hôtels particuliers à ses abords. Mais ce n'est réellement qu'au XVIe siècle que l'hôtel Maillard prend sa forme définitive de palais italien. En effet, cette campagne de travaux a permis d'unifier le corps de logis (ou de travail) de la rue de la chaussée avec un ensemble de bâtiments (dépendances...) situés en contrebas, réorientant ainsi le bâtiment sur la rue basse, devenue rue principale. La datation de cette campagne de travaux aux environs de 1550 est donnée par son escalier, en effet, il est d'un rare type d'escalier rampe sur rampe à 2 quarts tournants (cf escalier du château de Saint-Germain); c'est-à-dire qu'il est de transition, entre les escaliers médiévaux à vis, et les escaliers modernes droits. Les deux autres spécificités de cet ouvrage sont, qu'il enjambe l'Altrée (comme un pont ), et que sa galerie est en loggia ouverte sur sa cour par trois arcades asymétriques. Son nom quant à lui, lui a été donné par une pierre, située sur une  lucarne, aux armes du sieur Maillard; sur une pierre de ce bâtiment est portée la date 1636, correspondant soit à l'achat, soit à la restauration du bâtiment. Des travaux d'intérieur ont été par la suite entrepris au début du XVIIIe siècle, afin de moderniser certaines cheminées et les ouvertures sur la rue de la chaussée. Ensuite le bâtiment tombe dans l'oubli jusqu'à la fin du XXe siècle, son classement a permis à monsieur de Lavernée d'entreprendre son sauvetage et sa mise en valeur, avec Christophe Boucher et Gérôme Bodin comme architectes. Gérôme Bodin terminant par la suite les travaux avec le nouveau propriétaire Philippe Méaille,.
L'édifice est inscrit au titre des monuments historiques en 1995.